# Ferdinand von Richthofen
Ferdinand Paul Wilhelm von Richthofen (født 5. maj 1833 i Bad Carlsruhe i Øvre Schlesien, død 6. oktober 1905 i Berlin) var en tysk friherre, geolog, geograf og opdagelsesrejsende. Richthofen anses som grundlægger af den moderne geomorfologi og ophavsmand til udtrykket Silkevejen.
Richthofen gjorde efter studier i Breslau og Berlin tjeneste som geolog ved Østrigs geologiske rigsanstalt og vandt opmærksomhed for sine arbejder om Tyrols dolomitbjerge og Ungarns trakyter. Hans tolkning af de først (som koralrev) vandt hurtigt almindelig accept og turde have været afgørende for hans ansættelse i 1860 som geolog ved den preussiske ekspedition til Japan, Kina og Siam. Han besøgte under rejsen tillige Sri Lanka, Java og Filippinerne. Det var begyndelsen på hans omfattende videnskabelige forskningsrejser, som varede tolv år og blandt andet omfattede besøg i Californien og Nevada, som resulterede i vigtige arbejder om det vestlige Nordamerikas vulkanske bjergarter.

## Rejser i Kina
Richthofen havde sit vigtigste forskningsfelt i Kina, som han undersøgte i alle retninger, og om hvilket han udgav et stort arbejde, China. Ergebnisse eigener Reisen und darauf gegründeter Studien (bind 1, 2, 4, 1877-83, med atlas 1885). Værket var af største betydning ikke kun for Kinas, men for hele Centralasiens fysiske geografi, geologi og naturhistorie. Det var i dette værk, at Richthofen først lancerede udtrykket Silkevejen, et navn som vandt almindelig accept. Richthofen introducerede tillige navnet Det røde bækken om Sichuan-bækkenet. Bjergkæden Qilian sha var tidligere kendt som Richthofenbjergene.
Richthofens studier i Kina foranledigede ham til at opstille teorien om den æoliske dannelse af løss og dermed sammenhængende steppeklima. Den hovedsagelig af Alfred Nehring påviste forekomst af levn fra flere steppetilknyttede dyr i Europas løssområder har bekræftet Richthofens synspunkter, som i begyndelsen mødte stærkt modstand.
Under sine Kina-rejser havde Richthofen for den tyske regering den opgave at udforske egnede steder for tysk kolonisering, og i 1882 var han den første til at foreslå, at Tyskland skulle overtage Jiaozhou-bugten i Shandong som et egnet støttepunkt for tyske koloniale interesser i regionen. Det skete i 1897.

## Senere virksomhed
Efter tilbagekomsten til Europa i 1872 blev han 1875 professor i geografi i Bonn, 1883 i Leipzig og 1886 i Berlin. I det der 1887 indrettede geografiske institut skabte han en unik lære- og arbejdsplads, som blev af stor betydning for de geografiske studiers udvikling ved verdens universiteter. Mange fremstående geografer og forskningsrejsende har studeret under hans ledelse. Sven Hedin var en af Richthofens elever og den, som i væsentlig udstrækning bekræftede hans teorier om det indre Asiens geologiske forhold. Andre fremtrædende elever var Alfred Philippson, Arthur Berson og Wilhelm Sievers.
En stor del af sin tid anvendte Richthofen på Berlins geografiske selskab, hvis formand han var i mange år. Han modtog Wollastonmedaljen 1892. Richthofen interesserede sig også for dybhavs- og polarforskningen og påbegyndte indretningen af et institut for oceanografi. I tilslutning til sin tidligere asiatiske forskning påbegyndte han i Geomorphologische Studien aus Ostasien (1900-1904) at behandle de vigtige tektoniske spørgsmål vedrørende kontinentets øst-rand ved den store kinesiske slette.

## Familie
Ferdinand von Richthofen var farbroder til kampflyveren Manfred von Richthofen, "Den Røde Baron".

### (tysk)
- Über Kontaktwirkungen des Syenits im südlichen Tirol (1857)[1]
- Über Bildung und Umbildung einiger Mineralien in Sydtyrol (1857)[1]
- “Die Kalkalpen von Vorarlberg und Nordtirol” i Jahrbuch der geologischen Reichsanstalt; 1859–1861[1]
- Studien aus dem ungarisch-siebenbürgischen Trachytgebirge (ibid. XI, 1860).[1]
- “Die Metallproduktion Kaliforniens” in Petermanns Mitteilungen; 1865
- China, Ergebnisse eigner Reisen und darauf gegründeter Studien, 1877–1912, 5 bind og atlas[1]
- Bemerkungen über Ceylon (1860)[1]
- Bericht über einen Ausflug nach Java (1862)[1]
- Bemerkungen über Siam und die hinterindische Halbinsel (1862)[1]
- Geologische Reiseberichte aus Kalifornien (1864)[1],
- The Natural System of Volcanic Rocks (1866)[1],
- Geologische Untersuchungen in China (1869)[1]
- Über den chinesischen Löss (1872)[1]
- On the Mode of Origin of the Loess (1872)[1]
- The Distribution of Coal in China (1873)[1]
- The Loess of North China and its Relations to the Salt Basins of Central Asia (1873)[1]
- Aufgaben und Methoden der heutigen Geographie (an address delivered at Leipzig, 1883)[2]
- Führer für Forschungsreisende (A guide for the traveling researcher), Berlin, 1886[2]
- Triebkräfte und Richtungen der Erdkunde in neunzehnten Jahrhundert (address on his election as rector, Berlin, 1903)

### (engelsk)
- Comstock Lode: Its Character, and the Probable Mode of Its Continuance in Depth (1866)
- Principles of the Natural System of Volcanic Rocks (1867)
- Letters to the Shanghai Chamber of Commerce (1869–72)